# Podravka
Podravka d.d. – chorwacka firma działająca w branży spożywczej. Najsłynniejszymi produktami firmy są Vegeta i Ajvar. Oprócz nich Podravka produkuje przyprawy, wody mineralne smakowe i naturalne, pieczywo, marmolady, pasztety, przeciery pomidorowe oraz pasty warzywne, a nawet herbatę.
Firmę założyli bracia Wolf w 1934 – na początku była to przetwórnia owoców. W 1947 firmę przejęło państwo, a dwa lata później firma otrzymała obecną nazwę, Podravka. Obecnie firma „Podravka” jest największym i najwięcej znaczącym sponsorem w Chorwacji. Najbardziej znany produkt, mieszankę przypraw Vegeta, firma wyprodukowała w 1959. Od roku 1967 przedsiębiorstwo rozpoczęło zagraniczną ekspansję – zawarło umowy z partnerami z Węgier i Rosji. Od 1972 firma zaczęła produkcję farmaceutyków. W 1993 Podravka została sprywatyzowana i zarejestrowana jako spółka akcyjna. W następnych latach spółka rozwijała się budując kolejne fabryki, m.in. w 2000 w Polsce.

## Firma Podravka w Polsce
W 1992 w Skoczowie, w dzielnicy „Górny Bór” powstał zakład pakowania i dystrybucji „Vegety”, prowadzony przez polskiego przedsiębiorcę Krystiana Mężyka, który sprowadzał przyprawę bezpośrednio od producenta z Chorwacji (początkowo dowożąc ją osobiście, luzem, jako półprodukt, by uniknąć podwyższonych opłat celnych).
Zakład produkcyjny Podravki w Polsce powstał w 2000 w Kostrzynie nad Odrą w Kostrzyńsko-Słubickiej Specjalnej Strefie Ekonomicznej. Stał się największą fabryką tego koncernu w Europie Środkowej. Fabryka została zamknięta w 2015 roku – tym samym koncern Podravka zakończył działalność produkcyjną w Polsce.